# 沃塞古斯
沃塞古斯（英語：Vosegus）古罗马凯尔特神话与宗教中的神祇之一。流行于今中欧德国和西欧法国等国家与地区。其事迹见于相关之文物，具有重要地影响与积极意义。